# Assemblée des notables (Pays-Bas)
Pour les articles homonymes, voir Assemblée des notables et Assemblée de notables (Montesquiou).
L'Assemblée des notables (en néerlandais : Vergadering van Notabelen) est une assemblée constituante néerlandaise réunie le 29 mars 1814 à la Nouvelle église d'Amsterdam. Composée de 474 membres, choisis par le prince souverain Guillaume d'Orange, elle adopte la première constitution des Pays-Bas unis, avant l'établissement du royaume uni des Pays-Bas en 1815. Elle est présidée par Anne Willem Carel van Nagell.

## Composition
| Département         | Nommés | Présents |
| ------------------- | ------ | -------- |
| Yssel-Supérieur     | 74     | 66       |
| Frise               | 52     | 38       |
| Bouches-de-l'Yssel  | 43     | 37       |
| Bouches-de-la-Meuse | 118    | 92       |
| Bouches-du-Rhin     | 83     | 56       |
| Bouches-de-l'Escaut | 25     | 18       |
| Ems-Occidental      | 53     | 34       |
| Zuyderzée           | 152    | 133      |
| Total               | 600    | 474      |

## Liste des membres par département

### Yssel-Supérieur (66)
- Balleur, N. le
- Borssele, A.W. van
- Brakell tot den Brakell, D.L. baron van
- Brantsen, J.
- Bricheau, J.
- Brugghen van Kermesteyn, D.W. van der
- Bylandt Halt, F.S. van
- Capellen, J.F.B. van der
- Cremer, H.F.
- Dedem van Vosbergen, J.A. van
- Dijckmeester, H.J.
- Dorth tot Medler, R.E. van
- Drachstett, F.L.F. van
- Eck, J.C. van
- Engelen, W.E.
- Engelen, W.
- Gaymans, A.A.
- Grotenhuis van Onstein, E.J.R. van
- Hackfort tot ter Horst, O.G.W.J.
- Haesebroek, P.
- Hasselt, J.H. van
- Heeckeren tot de Wiersse, L. van
- Heeckeren van Enghuizen, E.F. baron van
- Heeckeren van Nettelhorst, E.Ch.C.W. van
- Heyden van Baak, J.H.A.A.J. baron van der
- Hövell tot Westerflier, A.J.A. van
- Hugenpoth tot Aerdt, G.F.A.H.C. van
- Hummelick, A.H.
- Lamsweerde, G.W.J. baron van
- Lidth de Jeude, C.Ch. van
- Limburg Stirum, S.J. graaf van
- Löben Sels, M.J. van
- Loë, H.J. von
- Lynden van Hemmen, F.G. baron van
- Lynden van Oldenaller, S. van
- Mackay, B.J.Ch.
- Markel Bouwer, A.H. van
- Nagell van Ampsen, A.W.C. baron van
- Neukirchen genaamd Nijvenheim, F.W. van
- Ockerse, G.
- Op ten Noort, H.J.
- Pabst van Bingerden, J.M. van
- Pallandt van Keppel, F.W.F.Th. baron van
- Plegher, T.G.
- Pruimers, D.
- Raedt, A.
- Randwijck, O. baron van
- Rappard, B. van
- Rappard, H.A. van
- Rhemen van Rhemenshuizen, W.G.J. van
- Ruuk, R.P. de
- Schenck van Nijdeggen, H.F.J.
- Singendonck, J.M.
- Spaen tot Biljoen, J.F.W. baron van
- Spaen van Schouwenberg, F.A. van
- Speyart van Woerden, J.E.H.Th.
- Staring, A.Ch.W.
- Steen, J.D. van den
- Straalman, P.
- Tengbergen, J.A.
- Virieu, O. de
- Vries, J.C.F. de
- Wassenaar van Sint Pancras, J.N.A. baron van
- Wentholt, E.J.
- Westenberg, W.J.
- Westerholt, B.F.W. van
- Zuylen van Nyevelt, J.H. baron van

### Frise (38)
- Adema, B.
- Albarda, W.
- Alring, B.
- Andringa de Kempenaer, A.A. van
- Asbeck tot Berge en Munsterhausen, G.F. baron van
- Basseleur, S.
- Bergsma, J.C.
- Boelens, A.A. van
- Buma, B.
- Burmania Rengers, J.Sj.G.J. baron van
- Burmania Rengers, C.J. van
- Camper, A.G.
- Camstra thoe Schwartzenberg en Hohenlandsberg, J.S.Tj.
- Cats, P.
- Coehoorn van Scheltinga, M.
- Collot d'Escury, C.Æ.E. baron
- Gerlsma, S.
- Haer, D.B. van der
- Haersma, S. van
- Haitsma, Tj.
- Harinxma thoe Slooten, A. van
- Lycklama à Nijeholt, T.M.
- Olivier, W.
- Poppenhuizen, I.F. van
- Rengers, L.J.J.
- Scheltinga, F.J.J. van
- Scheltinga van Heemstra, C.
- Sloterdijck, J.F. van
- Sminia, W.L. van
- Sytzama, W.H. baron van
- Vegelin van Claerbergen, V.L.
- Vierssen, M. van
- Vierssen, W.L. van
- Wassenaar, K.A.
- Wendt, L. de
- Wielinga van Scheltinga, E.E
- Willinge, J.A.
- With, F. de

### Bouches-de-l'Yssel (37)
- Bentinck van Nijenhuis, A.C. baron
- Bentinck van Schoonheten, R.F.C.
- Bentinck van Schoonheten, V.R.
- Cramer, A.H.
- Dedem tot de Rollecate, W.J. van
- Eekhout, R.
- Feltz, H.R.W. van der
- Gansneb genaamd Tengnagel, J.J.
- Greven, H.W.
- Haersolte, A.C.W. van
- Heerdt tot Eversberg, W.H. van
- Helmich, M.
- Hemert tot Dingshof, W.F. van
- Isselmuden, R.H. van
- Ittersum, J.G. van
- Kesselaer, B.
- Lemker, F.
- Marle, H.E. van
- Merwede, A. van der
- Middachten, R.W.J.A.F. van
- Nilant, L.H.C.
- Op ten Noort, J.J.
- Pallandt van Eerde, A.W. baron van
- Queysen, W.
- Rechteren, F.R.C. van
- Rechteren Limpurg, F.L.G. graaf van
- Sloet tot Marxveld, R.W.
- Sloet tot Oldruitenborgh, A.
- Sloet tot Warmelo, F.W. baron
- Sonsbeeck, B.J. van
- Thomassen à Thuessink, G.J.
- Tobias, H.A.
- Upwich, W.L. van der
- Vos de Wael, G.E.
- Vos van Steenwijk, R.H. de
- Wijck, J.D.F. van der

### Bouches-de-la-Meuse (92)
- Andel, H. van
- Appeltere, S.C. van
- Baelde, P.
- Beelaerts van Emmichoven, P.
- Bichon van IJsselmonde, M.C.
- Bisdom, S.R.
- Bloys van Treslong, C.Y.
- Boetzelaer van Kijfhoek, D. baron van
- Boogaert, B. van den
- Breur, J.
- Burch, J.A. van der
- Collot d'Escury, H. baron
- Court, M.G. del
- Cruijsse van Hoey, J.W. van der
- Cunaeus, E.H.J.
- Diert van Leefdael, J.N.
- Does, A. van der
- Ende, G.A. van den
- Fagel, J. baron
- Gennep, G. van
- Gevaerts, P.
- Gevers, H.
- Gevers Deynoot, W.Th.
- Goes, Ph.J. van der
- Goes van Naters, C. van der
- Goltz, F.A. graaf van der
- Groen van Prinsterer, P.J.
- Groeninx van Zoelen, O.P. baron
- Halteren, D. van
- Harencarspel Decker, F. van
- Heere, P. de
- Heereman, C.
- Hees, F. van
- Heldewier, D.M.G.
- Heukelom, J. van
- Hoffmann, J.F.
- Hogendorp van Heeswijk, J.F. graaf van
- Holmberg de Beckfelt, N.
- Holst, A. van
- Hooft, G.L.H.
- Hoog, M.
- Hope, A.
- Hoppesteijn, G.J.
- Hoyer, W.
- Hubert, I.
- Jongh, E.A. de
- Kemper, J.M.
- Leyden Gael, D. van
- Leyden van Westbarendrecht, F.A. van
- Limburg Stirum Noordwijk, W.A.W. graaf van
- Linden van den Heuvell, H.L. van
- Lockhorst van Bonlez, B. van
- Melvill van Carnbee, P.
- Mey van Streefkerk, J.G. de
- Mierop, I.N.J. van
- Mossel van Stralen, J. van
- Okhuysen, N.J.
- Onderwater, H.
- Onderwater, B.
- Oordt, G. van
- Osy, A.J.
- Pietermaat, D.
- Poeliën, D. van
- Pompe, J.
- Pompe van Meerdervoort, A.
- Rauws, P.A.
- Reepmaker, J.
- Rees, M.G.
- Repelaer van Molenaarsgraaf, J.
- Roo van Westmaas, F. de
- Roos van Hoytema, M.P.A.
- Salvador, M.
- Schaep, J.S.
- Schiefbaan, J.A.
- Schuylenburg, F.P.G. van
- Six van Hillegom, J.
- Slingelandt, J.D.B. van
- Staal, D.P.J. van der
- Steyn Parvé, D.J.
- Stoop, D.
- Sturenberg, R.
- Suermondt, W.
- Teylingen, D.G. van
- Toulon, M. van
- Uitenhage de Mist, J.A.
- Vollenhoven, C. van
- Voorst, G.J. van
- Werff, A. van der
- Wijckerheld Bisdom, D.R.
- Willer, I.
- Wittert van Bloemendael, N.C.
- Zuylen van Nijevelt, A. van

### Bouches-du-Rhin (56)
- Ackersdijk, H.J.
- Beverwijk, G. van
- Boecop, L.Th.J. van
- Bommel, P.J. van
- Borret, A.J.L.
- Bowier, H.
- Brand, W.
- Brouwers, J.
- Brugghen van Croy, J.C.G. van der
- Bylandt, W.F. graaf van
- Court, P.E.A. de la
- Damisse de Roos, J.H.R.
- Goes, F. van der
- Half-Wassenaer van Onsenoort, J.W.
- Hallungius, J.S.
- Havermans, B.S.J.
- Heurn, L.W.E. van
- Heuvel, M.J.J. van den
- Heyden, H.P. van der
- Hoeij, J.P. van
- Hoeufft, J.H.
- Hogendorp van Hofwegen, D.J.F. van
- Hoppenbrouwers, H.
- Horst, L.W. van der
- Huysmans, M.
- Janssen, A.
- Jantzon van Nieuwland, S.B.
- Jong van Beek en Donk, J. de
- Jonge van Zwijnsbergen, F.A. de
- Kuijper, J.F. de
- Martini, H.B.
- Mulders, A.F.
- Nahuys, C.J.W.
- Oomen, H.
- Panhuys, J.A.Ch. van
- Panneboeter, G.W.
- Reigersman, A.
- Rietvelt, J.A.
- Rijckevorsel, Th.C. van
- Robinet de Villeval, H.J.
- Senarclens de Grancy, O.A.M.W.
- Smeth, Th. de
- Spaen la Lecq, W.A. baron
- Spelt, A. van der
- Tets, M.J.F. van
- Thije Hannes, W.H. van
- Tollius, H.
- Trip, J.L.
- Velthoven, A.A. van
- Verheijen, A.J.J.H.
- Verheyen, F.X.
- Verspijck, J.S.
- Voocht, A.J.J.C. de
- Voss, J.Ch. van
- Weichs de Wenne, C.K.F.A.F.S. de
- Zurpele, J.J.F. van

### Bouches-de-l'Escaut (18)
- Brauw, W.M. de
- Buteux, P.
- Catshoek, M.A.
- Crane, W.Ch. de
- Evertsen, C.C.
- Haringman, D.A.
- Jonge van Campensnieuwland, W.A. de
- Jonge van Ellemeet, M. de
- Loke, J.D.
- Mogge Muilman, W.F.
- Noël, D.
- Philipse, A.W.
- Plevier, W.J.
- Schuurbeque Boeye, J.
- Spiegel, L.J. van de
- Steengracht van Oosterland, N.
- Tegelberg, I.J.
- Witte van Citters, L. de

### Ems-Occidental (34)
- Alberda van Menkema, G.
- Alberda van Rensuma, O.T. baron
- Aulnis de Bourouill, J.H.L. baron d'
- Clé, H.N. la
- Geertsema, S.G.
- Gesseler de Raadt, J. van
- Gockinga, G.C.
- Haak Oosting, J.
- Heiden Reinestein, S.J. graaf van
- Hofstede, P.
- Holthe tot Echten, R.O. van
- Hora Siccama, W.
- Iddekinge, J.F. van
- Inn- und Kniphausen, H.C. von
- Jullens, W.W.
- Keiser, J.H.
- Kymmell, W.
- Lewe van Aduard, C.J.
- Lewe van Middelstum, E.J.
- Lewe van Nijenstein, E.W.
- Linthorst Homan, J.
- Marees van Swinderen, R. de
- Nijsingh, J.
- Polman Gruijs, J.E.
- Savornin Lohman, M.A. de
- Sichterman, M.
- Sitter, W. de
- Swinderen, W. van
- Tonckens, J.L.
- Trip, A.J.
- Veen, D.N. van der
- Vos, G.
- Vos van Steenwijk, G.W. de
- Wijchgel, H.L.

### Zuyderzée (133)
- Ablaing van Giessenburg, J.D.C.C.W. baron d'
- Alewijn, W.
- Ameshoff, A.
- Backer, A.
- Bakker, H.
- Beaufort, W.H. de
- Berg, O.W.J.
- Bergh van Lexmond, A.H. van den
- Bernard, J.C.B.
- Bicker, H.
- Bierens, D.
- Bleyswijk, H.A. van
- Boetzelaer, P.A. baron van
- Bondt, J.
- Bormeester, C.
- Both Hendriksen, J.
- Braet, O.
- Bredehoff de Vicq, F. van
- Brienen van Ramerus, G.C.R.R. van
- Broen Mzn., M.
- Brouwers Jzn., J.
- Burgh, D.G. van der
- Calkoen, N.
- Canter Camerling, D.J.
- Carbasius Bzn., H.
- Cavellier van Adrichem, J.L.M.
- Charlé, P.P.
- Clifford, G.
- Collen, J. van
- Copius Peereboom, M.
- Cras, H.C.
- Cuperus, A.J.
- Daeij, M.A.
- Dedel, P.S.
- Deutz van Assendelft, A.A.
- Deventer, H.J. van
- Duyvensz, J.J.
- Elias, D.W.
- Eys, P.A. van
- Eys, J.N. van
- Faas Elias, G.
- Foreest, C. van
- Gelder de Neufville, D.M. van
- Gerlings, C.
- Gobius, O.W.
- Goll van Franckenstein, J.
- Goor Hinlopen, J. van
- Graafland, J.
- Haersma, H.H. van
- Hardenbroek, G.C.D. van
- Hasselgreen, J.A. de
- Heeckeren van Brandsenburg, W.R. baron van
- Helmolt, J.C.
- Hengst, C.M. van
- Heuvel, H.A. van den
- Hodshon, J.
- Hodshon, A.
- Hoeufft, J.P.
- Hogguer, P.I.
- Hoop, A. van der
- Hoorn, P.Th. van
- Houttuijn Gzn., P.
- Hovy, H.
- Huydecoper van Maarsseveen, J.
- Iddekinge, Tj.A. van
- Jager, W.
- Kien, J.L.
- Kluppel, A.J.
- Kol, E.
- Laer, J. van
- Lakeman, J.Th.
- Leij, A.A. van der
- Lennep, J.A. van
- Lilaar, F.J. van
- Loon, J. van
- Lynden van Lunenburg, J.H. van
- Maanen, P.J. van
- Marum, M. van
- May, J.S.
- Meijer, J.D.
- Merens, A.
- Methorst, N.
- Meulman, J.
- Munter, A.C.W.
- Nellesteyn, C.J. van
- Nepveu, L.J.
- Nutges, G.
- Oudermeulen, C. van der
- Pauw geboren Hoeufft, L.
- Peelen, B.
- Perponcher Sedlnitsky, J.A.D.
- Pesters van Cattenbroek, W.N. de
- Poll, J. van de
- Pont, P.
- Putman, W.
- Quarles van Ufford, P.N.
- Reede tot Middachten, W.G.F. graaf van
- Rendorp, W.
- Renesse van Wilp, J.P.H.L. van
- Sande, G.W. ten
- Saportas, J.
- Severijn, A.J.
- Six van Oterleek, C.Ch. baron
- Snouck van Loosen, S.
- Snouckaert van Schauburg, G.Th.A.
- Sonnaville, P. de
- Spiegelmaker Spanjaard, J.
- Stadt, E. van de
- Steenhardt, B.M. van
- Stelt, P.
- Straalman, A.W.
- Strick van Linschoten, N.H.
- Swellengrebel, H.C.
- Swinden, J.H. van
- Sypesteyn, W. van
- Taets van Amerongen, J.A.
- Teding van Berkhout, J.P.
- Teengs, J.
- Tuyll van Serooskerken van Zuylen, W.R. baron van
- Valkenburg, C.C. van
- Voet van Winssen, P.E.
- Vollenhoven, A.J. van
- Waardenburgh, J.
- Waiboer, J.
- Warin, N.
- Weede van Dijkveld, E. van
- Wendorp, P.J.
- Westrenen van Sterkenburg, J.J. van
- Weveringh, H.
- Wickevoort Crommelin, J.P. van
- Willink, W.
- Winter, J.J. van